# Kancabchén (Dzoncauich)
Kancabchén es una localidad, comisaría del municipio de Dzoncauich en el estado de Yucatán localizado en el sureste de México.

## Toponimia
El nombre (Kankabchén) significa en idioma maya "pozo de tierra roja".

## Demografía
Según el censo de 2005 realizado por el INEGI, la población de la localidad era de 0 habitantes.
| 27                          | ? | ? | 90 | 3 | 0 | 5 | 0 | 18 | 0 | 9 | 0 | 0 |
| (Fuente: INEGI [Consultar]) |   |   |    |   |   |   |   |    |   |   |   |   |